# Sundown (película)
Sundown es una película dramática de 2021 escrita y dirigida por Michel Franco. Está protagonizada por Tim Roth, Charlotte Gainsbourg, Iazua Larios, Henry Goodman, Albertine Kotting McMillan y Samuel Bottomley. La trama sigue a un hombre rico (Roth) que intenta abandonar a su familia de vacaciones tras la muerte de su madre. La película tuvo su estreno mundial en el Festival de Cine de Venecia el 5 de septiembre de 2021 y fue estrenada en los Estados Unidos por Bleecker Street el 28 de enero de 2022. La película recibió reseñas generalmente positivas.

## Reparto
- Tim Roth como Neil Bennett
- Charlotte Gainsbourg como Alice Bennett
- Iazua Larios como Berenice
- Henry Goodman como Richard
- Albertine Kotting McMillan como Alexa Bennett
- Samuel Bottomley como Colin Bennett
- Jesús Godínez como Jorge 'Campos' Saldaña

## Producción

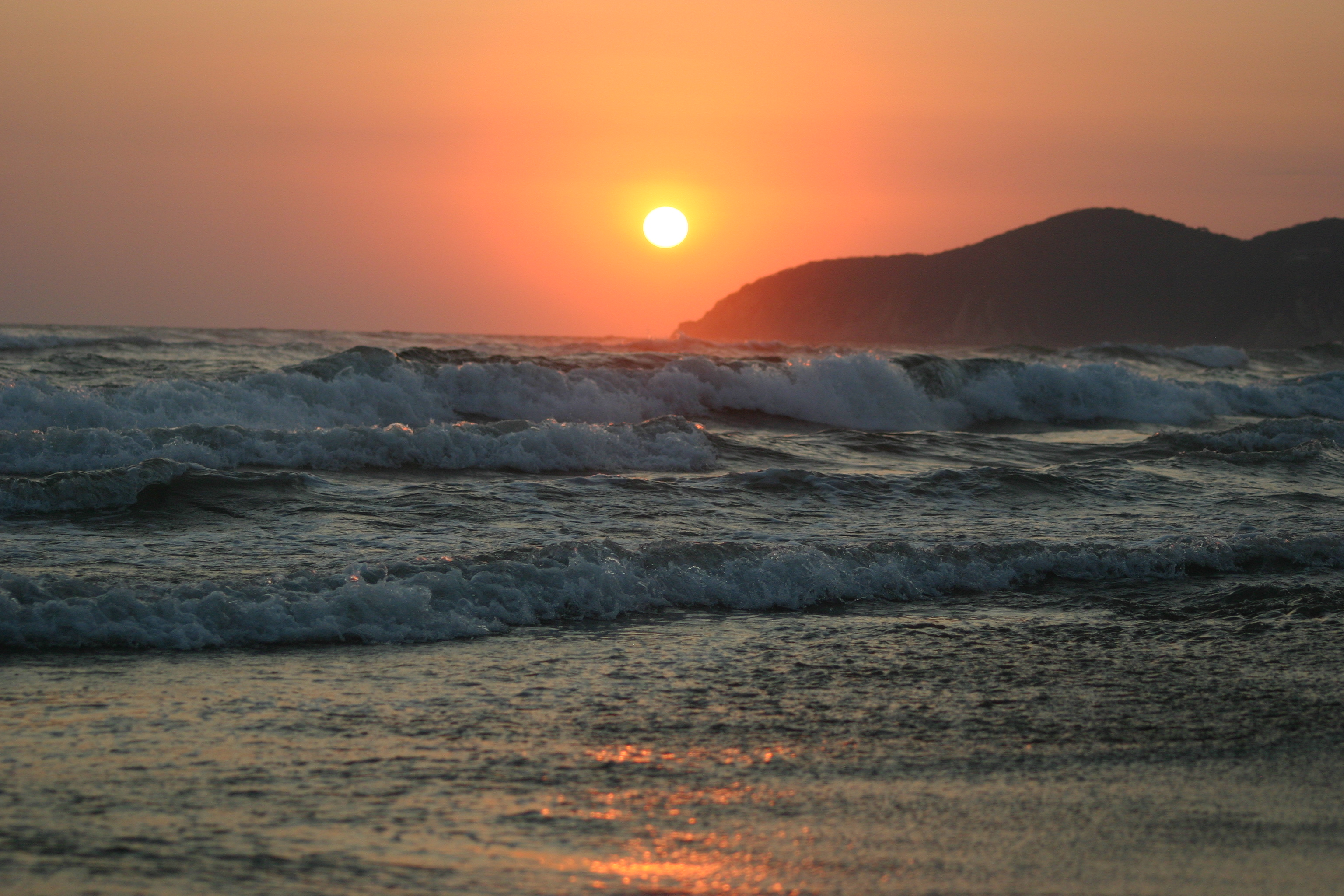
La película se rodó en Acapulco, México.

En julio de 2021, se anunció que Tim Roth y Charlotte Gainsbourg protagonizarían la película escrita y dirigida por el cineasta mexicano Michel Franco. Roth y Franco habían trabajado juntos anteriormente en 600 millas y Chronic en 2015. Según Franco, escribió el guion de la película con bastante rapidez antes de cumplir 40 años mientras atravesaba una crisis personal. Se lo envió a Roth, quien inmediatamente aceptó la idea.
La película se rodó en locaciones de Acapulco y Ciudad de México. Para las escenas de la playa, la producción decidió no cerrar una playa real y contratar extras; en cambio, rodaron en una playa pública llena de gente. Franco dijo que esa era “la forma correcta de hacerlo porque Acapulco es un personaje en sí mismo. Quiero capturar eso. Fotografío en orden cronológico, así que también cambio la historia o ciertos detalles mientras filmo y edito".
Según Roth, se le ocurrió la idea de hacer de los mataderos la principal fuente de riqueza de la familia Bennett después de conducir por Nuevo México con su familia: "Estaba en un viaje por carretera... y había un olor horrible. Condujimos unas pocas millas más y de repente a cada lado de la carretera estaban estos enormes corrales repletos de ganado: simplemente hacinados, con mataderos a un lado y esta enorme máquina para matar a estos animales para procesarlos". El personaje de Roth fue influenciado por la familia del multimillonario Rupert Murdoch . El actor dijo que un aspecto importante de la película fue poner a su personaje imperturbable en circunstancias peligrosas para que "la audiencia tenga que decidirse sobre lo que eso dice sobre él. Y por qué." También dijo que le gustaba el título original de la película, Driftwood, porque definía quién era su personaje; un hombre errante, indiferente y, a veces, inconsciente que impacta a las personas que lo rodean. Iazua Larios, quien interpreta a Berenice, dijo que la película es una exploración de personas de diferentes clases sociales que "encuentran el amor y se comunican de una manera extraña".

## Estreno
La película tuvo su estreno mundial en el Festival Internacional de Cine de Venecia el 5 de septiembre de 2021. También se proyectó en el Festival Internacional de Cine de Toronto en septiembre de 2021. En octubre de 2021, Bleecker Street adquirió los derechos de distribución de la película. Sundown se estrenó en cines en los Estados Unidos el 28 de enero de 2022. La película se proyectó en seis cines de Nueva York y Los Ángeles en su primer fin de semana que incluyó sesiones de preguntas y respuestas con Franco.